# Jim Gerlach
James Gerlach, detto Jim (Ellwood City, 25 febbraio 1955), è un politico statunitense, membro della Camera dei Rappresentanti per lo stato della Pennsylvania dal 2003 al 2015.

## Biografia
Nato ad Ellwood City, Gerlach si laureò in legge alla Pennsylvania State University e lavorò come consulente legale di alcuni politici.
Entrato lui stesso in politica con il Partito Repubblicano, nel 1990 Gerlach venne eletto all'interno della legislatura statale della Pennsylvania. Vi rimase fino al 2002, quando vinse le elezioni per la Camera dei Rappresentanti. Da quel momento venne sempre rieletto, anche se in svariate occasioni prevalse solo di misura. Nel 2014 annunciò il suo ritiro e lasciò la Camera al termine del mandato, dopo dodici anni di permanenza.
Gerlach è giudicato un repubblicano moderato ed è favorevole alla ricerca sulle staminali.